# 特務愛很大
是2012年上映的一部美國爱情喜剧電影，导演为约瑟夫·麦克金提·尼彻。

## 剧情
故事敘述美国中情局的两位顶尖探员塔克（湯姆·哈迪 饰）和FDR（克里斯·潘恩 饰）在事業和生活都是密不可分的哥們，在陰錯陽差下同时爱上事业有成的女强人萝拉（瑞絲·薇斯朋 饰），雙方發現後決定公平競爭，過程中使出所有中情局探員本領竊聽、偷拍只為了博得蘿拉歡心，當中也因此導致兄弟反目，蘿拉也在兩人之中無法作出決定。

## 演員
| 演員                            | 角色                                  | 備註                                                            |
| 克里斯·潘恩 Chris Pine          | 富蘭克林·佛斯特 Franklin "FDR" Foster | 中情局探員，塔克搭檔 花花公子，卻臣服於蘿倫的石榴裙之下         |
| 湯姆·哈迪 Tom Hardy             | 塔克·漢森 Tuck Henson                 | 中情局探員，FDR搭檔 陰錯陽差的和蘿倫在交友網站搭上線            |
| 瑞絲·薇斯朋 Reese Witherspoon   | 蘿倫·史考特 Lauren Scott              | 產品測試主管 事業有成的女強人，曾因錯誤的選擇造成對愛情的不信任 |
| 提爾·史威格 Til Schweiger       | 卡爾·韓瑞克 Karl Heinrich             | 國際罪犯 因行動遭破壞而亟於報復FDR、塔克                        |
| 雀兒喜·韓德勒 Chelsea Handler   | 翠西 Trish                            | 蘿倫閨密 鼓勵蘿倫放開心胸及成見，找尋屬於自己的幸福             |
| 約翰·保羅·魯坦 John Paul Ruttan | 喬 Joe                                | 塔克兒子 七歲的小大人，真心認為爸爸是旅行社業務                 |
| 愛碧嘉·史賓瑟 Abigail Spencer   | 凱堤 Katie                            | 塔克前妻 離婚後，獨力扶養喬                                     |
| 安琪拉·貝瑟 Angela Bassett      | 柯林絲 Collins                        | 中情局主管 FDR和塔克的上司，因「韓瑞克案」造成之騷動大為光火    |
| 罗斯玛丽·哈里斯 Rosemary Harris | 娜娜·佛斯特 Nana Foster               | FDR奶奶 於FDR雙親逝世後扶養他成人                               |
| 珍妮·史雷 Jenny Slate           | 艾蜜莉 Emily                          | 蘿倫助理 任職於聰明消費公司                                     |
| 華倫·克里斯泰 Warren Christie   | 史提夫 Steve                          | 蘿倫前男友 和凱莉訂婚                                           |
| 莉拉·薩哈斯塔 Leela Savasta     | 凱莉 Kelly                            | 史提夫未婚妻 和史提夫巧遇蘿倫                                   |
| 蘿拉·范德沃特 Laura Vandervoort | 布莉塔 Britta                         | 聚會賓客 FDR和塔克埋伏於香港宴會時所搭訕的女子                  |
| 娜塔莎·邁爾茲 Natassia Malthe   | 席妮雅 Xenia                          | 聚會賓客 FDR和塔克埋伏於香港宴會時所搭訕的女子                  |
| 麥克·達帕 Mike Dopud            | 伊凡·索柯洛夫 Ivan Sokolov            | 韓瑞克手下 於舞廳的私人賭局中遭FDR、塔克伏擊                    |

## 制作
2010年9月13日至12月1日在温哥华取景拍摄。

## 票房
美国首周末收获1740万美圆，名列第五位。
截止2012年6月10日，影片在北美收获$54,758,461，其他地区收获$99,400,000，因此全球票房为$154,158,461。

## 评价
本片得到的大多为负面评价，烂番茄上129人给出的好评度只有25%。